# Museo del Automóvil Saab
El Saab Car Museum es un museo automovilístico situado en Trollhättan, Suecia. Cubre la historia de los automóviles de la marca Saab, que ha tenido varios propietarios desde 1947.
El museo está ubicado en uno de los edificios de la antigua fábrica situada en el Innovatum, un centro de ciencia y tecnología en el antiguo polígono industrial NOHAB de Trollhättan.
La colección del museo, formada por unos 120 vehículos, estaba programado que se subastara públicamente el 20 de enero de 2012 por el bufete de abogados sueco Delphi, con el fin de cubrir las deudas de Saab tras los procedimientos de quiebra de la empresa. Sin embargo, la colección se conservó en su totalidad mediante una oferta de 4,15 millones de dólares realizada por la ciudad de Trollhättan, Saab y el Fondo Conmemorativo Marcus y Amalia Wallenberg.
El museo, comisariado por Peter Bäckström, permanece abierto al público y alberga distintas actividades con regularidad.

## Coches en exhibición
Los vehículos en exhibición en el museo incluyen:
- UrSaab, el primer vehículo de Saab, un prototipo del Saab 92.
- Saab 92, el primer vehículo de producción producido por Saab.
- Saab 93 y variantes basadas en este modelo.
- Saab GT750
- Saab Monster, una variación experimental del Saab 93.
- Saab Sonett, también conocido como Saab 94 o Super Sport
- Saab 95
- Saab 96
- Saab 98
- Saab Catherina
- Saab MFI 13
- Saab 97 Sonett II
- Saab 97 Sonett III
- Saab 99, y varias variaciones del vehículo.
- Saab 90
- Saab 900, tanto el Saab 900 original como el NG900.
- Saab 9000, incluidos los coches número uno y dos de la prueba de resistencia "The Long Run" celebrada en Talladega, Alabama, en octubre de 1986.
- Saab 9-3, varios años y estilos de carrocería.
- Saab Aero-X
- Saab 9-1X Biohybrid
- Saab 9-1X Air
- Saab 9-X

También se exhiben muchos modelos más recientes.